# Max Freudenthal

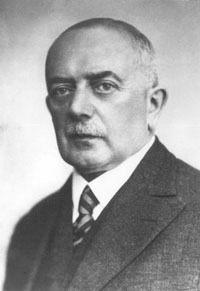
Max Freudenthal

Max Freudenthal (* 12. Juni 1868 in Neuhaus an der Saale, Unterfranken; † 11. Juli 1937 in München) war ein deutscher Reformrabbiner und Historiker der jüdischen Geschichte Bayerns.

## Leben
Er wurde geboren als Sohn des Lehrers Benjamin Freudenthal und dessen Ehefrau Johanna geb. Wildberg. Der Vater war Lehrer an der Lateinschule Grünstadt, die auch Max Freudenthal besuchte. Von dort ging er auf das Gymnasium Worms, wo er 1886 sein Abitur ablegte. Er absolvierte das Jüdisch-Theologische Seminar und studierte Geschichte und Philosophie an der Universität Breslau. Im Jahr 1891 promovierte Freudenthal über Philo von Alexandrien. 1893 wurde er Rabbiner in Dessau und Landesrabbiner von Anhalt, 1900 Rabbiner in Danzig und schließlich von 1907 bis 1934 in Nürnberg. Nach Beendigung seiner aktiven Rabbinerzeit lebte er in München, wo er auch starb.
Er war ein gemäßigter Reformer, führte Neuerungen vor allem im Religionsunterricht und bei der Abfassung von Gebetbüchern durch, war aktiv innerhalb der Bne-Briss-Logen und gründete im Andenken an den beliebten bayerisch-jüdischen Mediziner und Professor Jakob Herz die Jakob-Herz-Loge in Nürnberg.
Zeitweise war Max Freudenthal Vorsitzender der Bayerischen Rabbinerkonferenz und zweiter Vorsitzender des Verbands Bayerischer Israelitischer Gemeinden. Darüber hinaus galt sein Interesse der Regionalgeschichtsschreibung mit jüdischem Fokus, so verfasste er Arbeiten zu den jüdischen Teilnehmern an der Leipziger Messe, zu den jüdischen Gemeinden Nürnberg und Dessau sowie zur Familie Gomperz in Einzelveröffentlichungen und Aufsätzen in der MGWJ und Sammelwerken.

## Werke (Auswahl)
- Die Erkenntnislehre Philo von Alexandriens, Berlin 1891
- Die ersten Emancipationsbestrebungen der Juden in Breslau. Nach archivalischen und anderen Quellen dargestellt. In: Monatsschrift für Geschichte und Wissenschaft des Judenthums Jg. 37 (1892–1893), H. 1, S. 41–48 (Web-Ressource); H. 2, 92–100 (Web-Ressource); H. 4, 188–197 (Web-Ressource); H. 5, 238–247 (Web-Ressource); H. 7, 331–341 (Web-Ressource); H. 9, 409–429 (Web-Ressource); H. 10, 467–483 (Web-Ressource); H. 11, 522–536 (Web-Ressource); H. 12, 565–579 (Web-Ressource).
- Aus der Heimat Moses Mendelssohns, Berlin 1900
- Die Familie Gomperz, Zur Geschichte jüdischer Familien III. J. Kauffmann, Frankfurt a. M. 1907 (begonnen gemeinsam mit David Kaufmann, der darüber verstarb)
- Juden in Grünstadt und Umgebung, Leininger Geschichtsblätter, Altertumsverein Grünstadt, Jahrgang 1911, S. 20
- Religionsbuch für den israelitischen Religionsunterricht an den Oberklassen, Nürnberg 1918 (2. Aufl.)
- als Hrsg.: Kriegsgedenkbuch der Israelitischen Kultusgemeinde Nürnberg, Nürnberg 1920
- Die Israelitische Kultusgemeinde Nürnberg 1874-1924, 1925 (darin auch eine Autobiographie)
- Leipziger Messgäste, 1928